# Polityka gospodarcza II Rzeczypospolitej

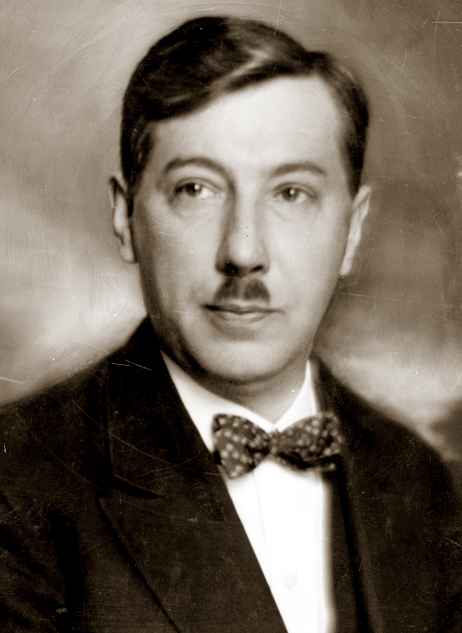
Eugeniusz Kwiatkowski (1888-1974) wicepremier, minister przemysłu i handlu (1926–1930) oraz minister skarbu II Rzeczypospolitej (1935–1939)

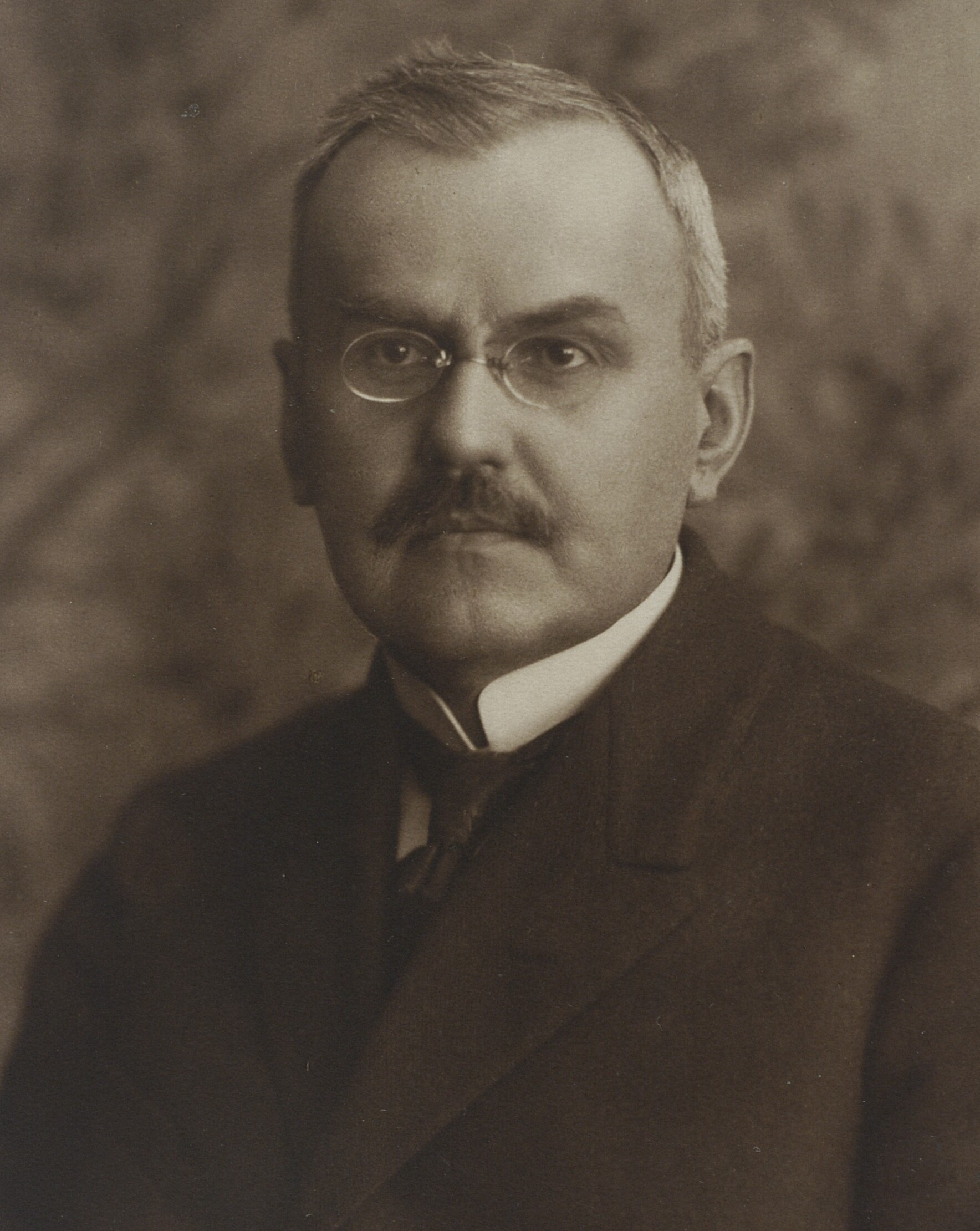
Władysław Grabski (1874-1938), dwukrotny premier i trzykrotny minister skarbu

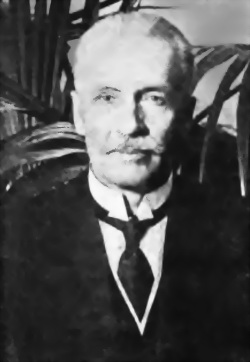
Prezydent Ignacy Mościcki w 1932

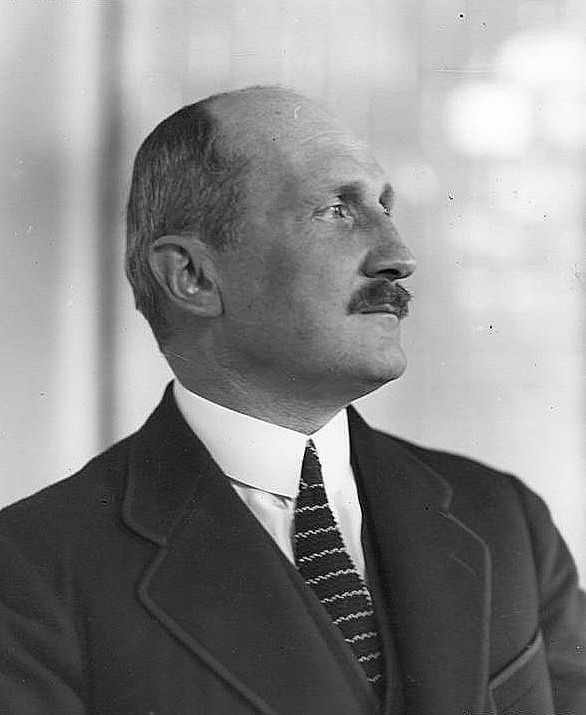
Jerzy Zdziechowski (1880-1975) minister skarbu (1925-1926) w rządzie Wincentego Witosa

Polityka gospodarcza II Rzeczypospolitej – polityka gospodarcza prowadzona przez władze II Rzeczypospolitej. W okresie tym państwo polskie, poza wyzwaniami politycznymi, znalazło się w potrzebie pokonania licznych problemów gospodarczych. Integracja obszarów znajdujących się na terenie różnych zaborów, reforma walutowa, reforma rolna, inwestycje, wykorzystanie dostępu do wybrzeża oraz niwelowanie podziału na Polskę A i B zalicza się do głównych zadań przed jakimi stawały wówczas kolejne rządy.
Polska zachowała wprowadzone przez państwa zaborcze monopole administracyjne i skarbowe, a więc: tytoniu i papierosów, spirytusu, soli, cukru i sacharyny. Poza tym wprowadziła nowe, mianowicie: loterii państwowej, żeglugi rzecznej i przeprowadzenia rurociągów do gazu ziemnego. Także węgiel i nafta, wskutek reglamentacji obrotu, stały się częściowym monopolem państwowym.
Głównymi twórcami polityki gospodarczej w II Rzeczypospolitej okazali się przede wszystkim Władysław Grabski z obozu narodowego – autor reformy walutowej oraz Eugeniusz Kwiatkowski z rządzącego obozu piłsudczykowskiego – związany m.in. z powstaniem portu Gdynia i Centralnego Okręgu Przemysłowego. Politykę gospodarczą ówczesnej Rzeczypospolitej, szczególnie po 1929 roku, charakteryzowało m.in. planowanie gospodarcze oraz różne formy interwencjonizmu.

## Kalendarium najważniejszych wydarzeń gospodarczych

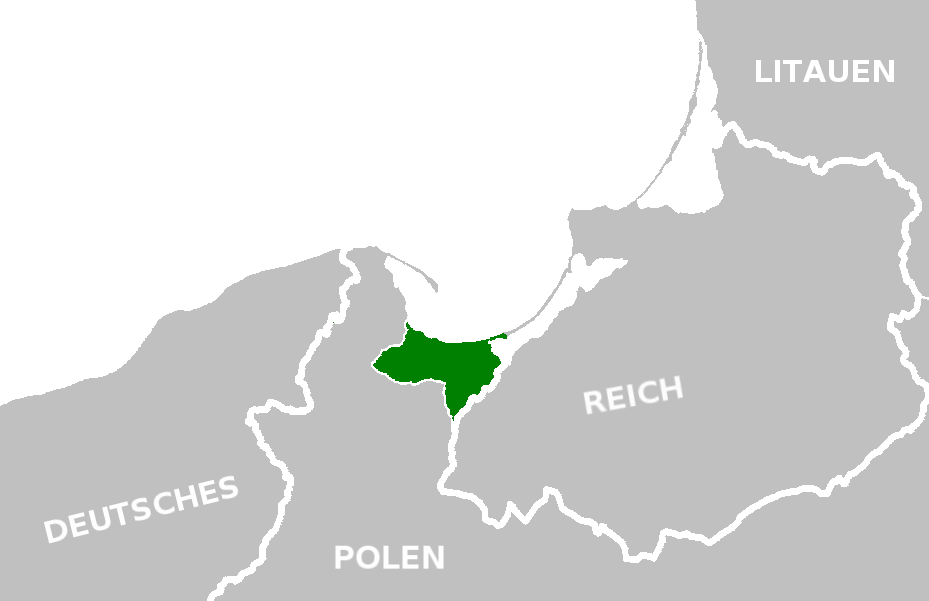
Wolne Miasto Gdańsk i polskie Pomorze

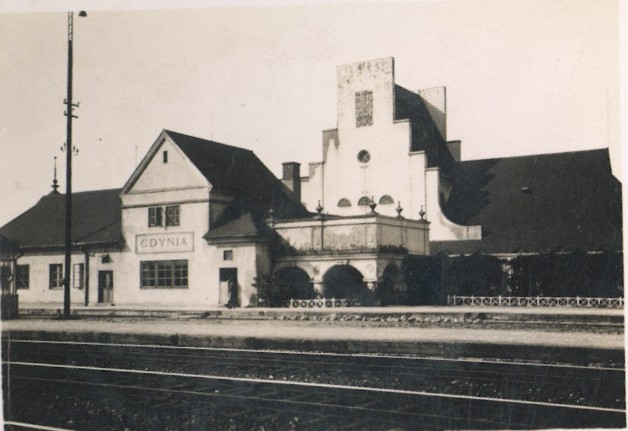
Nieistniejący obecnie dworzec kolejowy z 1923 (Gdynia Główna)

- 1916 – powołanie Polskiej Krajowej Kasy Pożyczkowej (w okresie Królestwa Polskiego)
- 1919:
  - utworzenie Pocztowej Kasy Oszczędności[2].
  - powstanie Fabryki Lokomotyw w Chrzanowie
  - budowa linii kolejowych: Łódź – Kutno – Płock, Płock – Sierpc[3], Kutno – Strzałkowo, Rzeszów – Sandomierz[4]
- 1920 – budowa linii kolejowej Sierpc – Brodnica[5]
- 1921:
  - budowa linii kolejowej Kokoszki – Gdynia
  - oddanie do użytku linii kolejowej łączącej Warszawę z Poznaniem
  - początek przejścia do gospodarki pokojowej od gospodarki wojennej
  - początek budowy miasta, portu[6] i stoczni w Gdyni
- 1924:
  - powołanie jednostki Polskie Lasy Państwowe[7]
  - nadaniu statutu dla Państwowej Fabryki Związków Azotowych w Chorzowie[8]
  - reforma walutowa i powołanie Banku Polskiego i Banku Gospodarstwa Krajowego
- 1925:
  - początek wojny celnej między Polską a Niemcami
  - budowa linii kolejowych: Bydgoszcz – Gdynia, Kalety – Herby Nowe – Wieluń – Podzamcze[9].
- 1926:
  - budowa linii kolejowej Kalety – Herby Nowe – Wieluń – Podzamcze
  - powołanie przedsiębiorstwa Polskie Koleje Państwowe (PKP)[10]
  - powołanie przedsiębiorstwa Żegluga Polska (ŻP)
- 1927:
  - budowa Zakładów Azotowych w Tarnowie-Mościcach
  - ukończono realizację pierwszej części Elektrycznej Kolei Dojazdowej
- 1928:
  - powołanie przedsiębiorstwa Polska Poczta, Telegraf i Telefon
  - powstanie przedsiębiorstwa Państwowe Zakłady Lotnicze (PZL)[11]
  - powstanie przedsiębiorstwa Państwowe Zakłady Inżynierii (PZInż)[12]
- 1929:
  - powstanie przedsiębiorstwa Polskie Linie Lotnicze LOT
  - początek wielkiego kryzysu w Polsce
- 1931 – powstanie spółki Francusko-Polskie Towarzystwo Kolejowe
- 1933:
  - oddanie do użytku magistrali węglowej
  - oddanie do użytku linii średnicowej w Warszawie
- 1935 – budowa linii kolejowej Sierpc – Toruń[13]
- 1936:
  - ukończenie pierwszego etapu elektryfikacji węzła warszawskiego
  - początek budowy Centralnego Okręgu Przemysłowego (COP)[14]

- 1937:
  - budowa zakładów chemicznych we wsi Sarzyna

## Sytuacja gospodarcza po I wojnie światowej
Głównymi wyzwaniami z punktu widzenia polityki gospodarczej w pierwszych latach powojennych stało się powołanie instytucji życia gospodarczego, integracja obszarów odseparowanych ekonomicznie przed wojną, przekształcenie gospodarki wojennej w pokojową, opanowanie inflacji oraz zagospodarowanie wybrzeża Bałtyku. Przed kolejnymi rządami stawała konieczność przede wszystkim przeprowadzenia reformy walutowej, reformy rolnej oraz pozyskania środków na przeprowadzenie niezbędnych inwestycji.

## Okres gospodarki wojennej

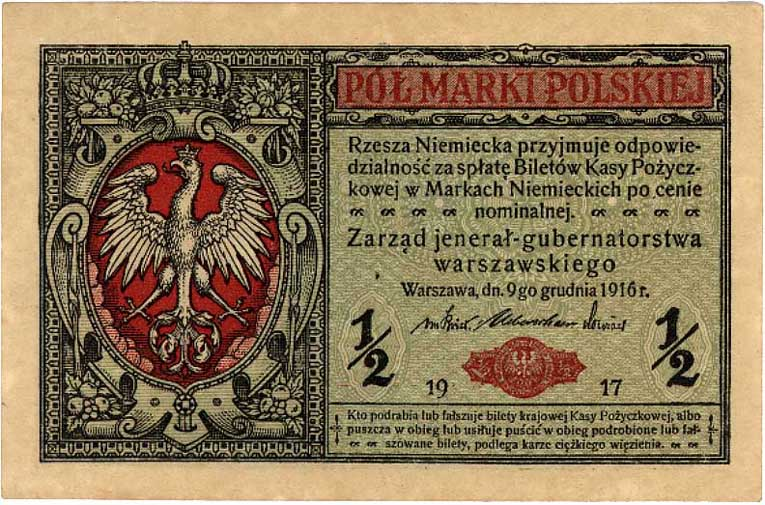
Pół marki polskiej z 1916 r.

Na początku 1920 roku 60% budżetu pochłaniały wydatki wojskowe. Walka o granice wymagała pozyskiwania środków na jej prowadzenie. Rząd zdecydował się na zaciąganie kredytów w PKKP. Korzystał też z pożyczek zagranicznych i krajowych oraz wsparcia finansowego ze strony Polonii. W pierwszych latach powojennych stosowano także takie środki jak kontyngenty, reglamentacja dóbr, system kartkowy, monopole w handlu i transporcie, liczne zamówienia rządowe. Utrwalenie się ładu ukształtowanego przez traktat wersalski oraz zwycięstwo nad Rosją Sowiecką i zawarcie traktatu ryskiego otworzyło drogę do przestawienia gospodarki na funkcjonowanie w systemie pokojowym.

## Działania państwa od 1921 r.

Położenie COP na mapie Polski

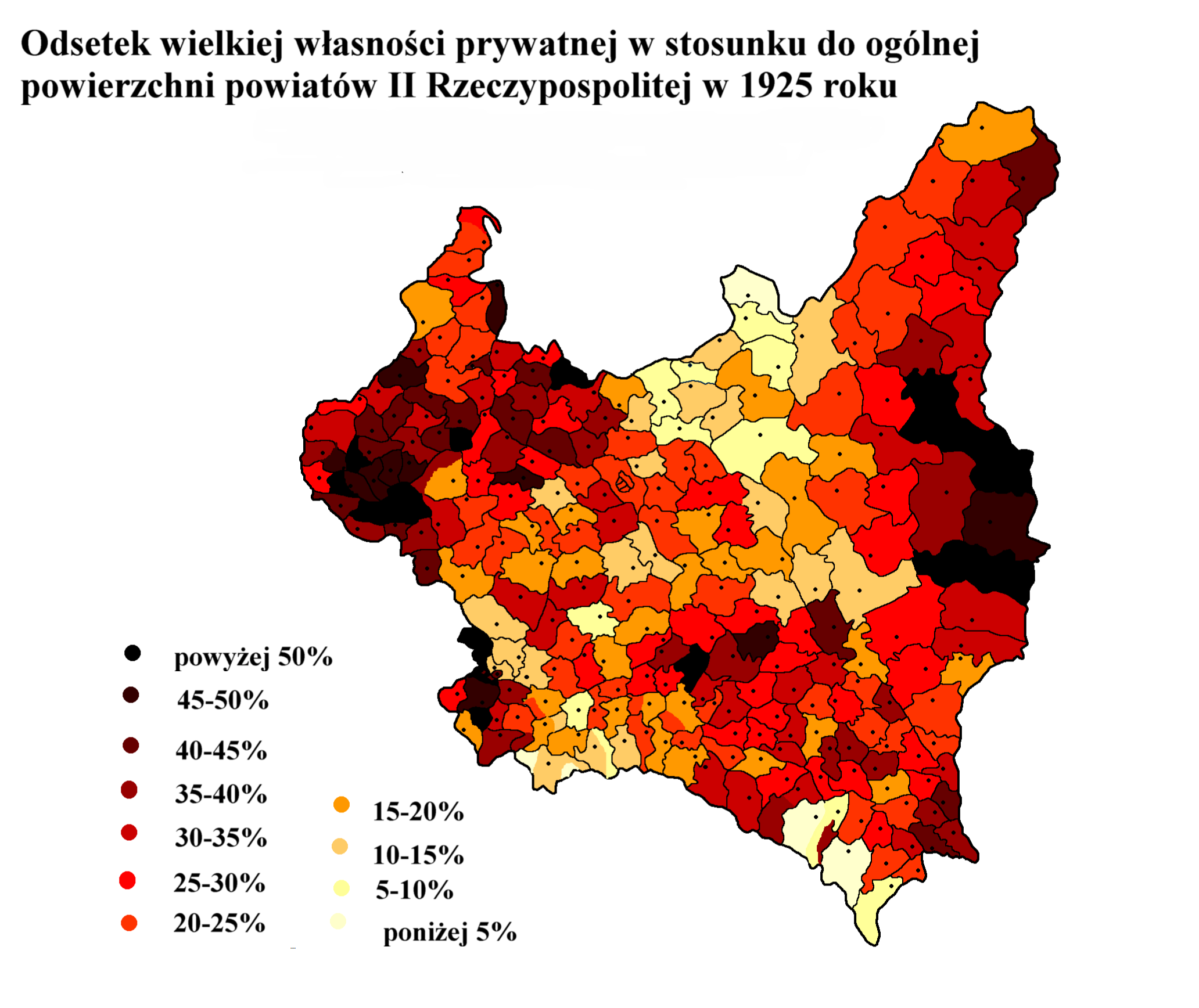
Udział procentowy wielkiej własności prywatnej w ogólnej powierzchni powiatów II Rzeczypospolitej w 1925 roku

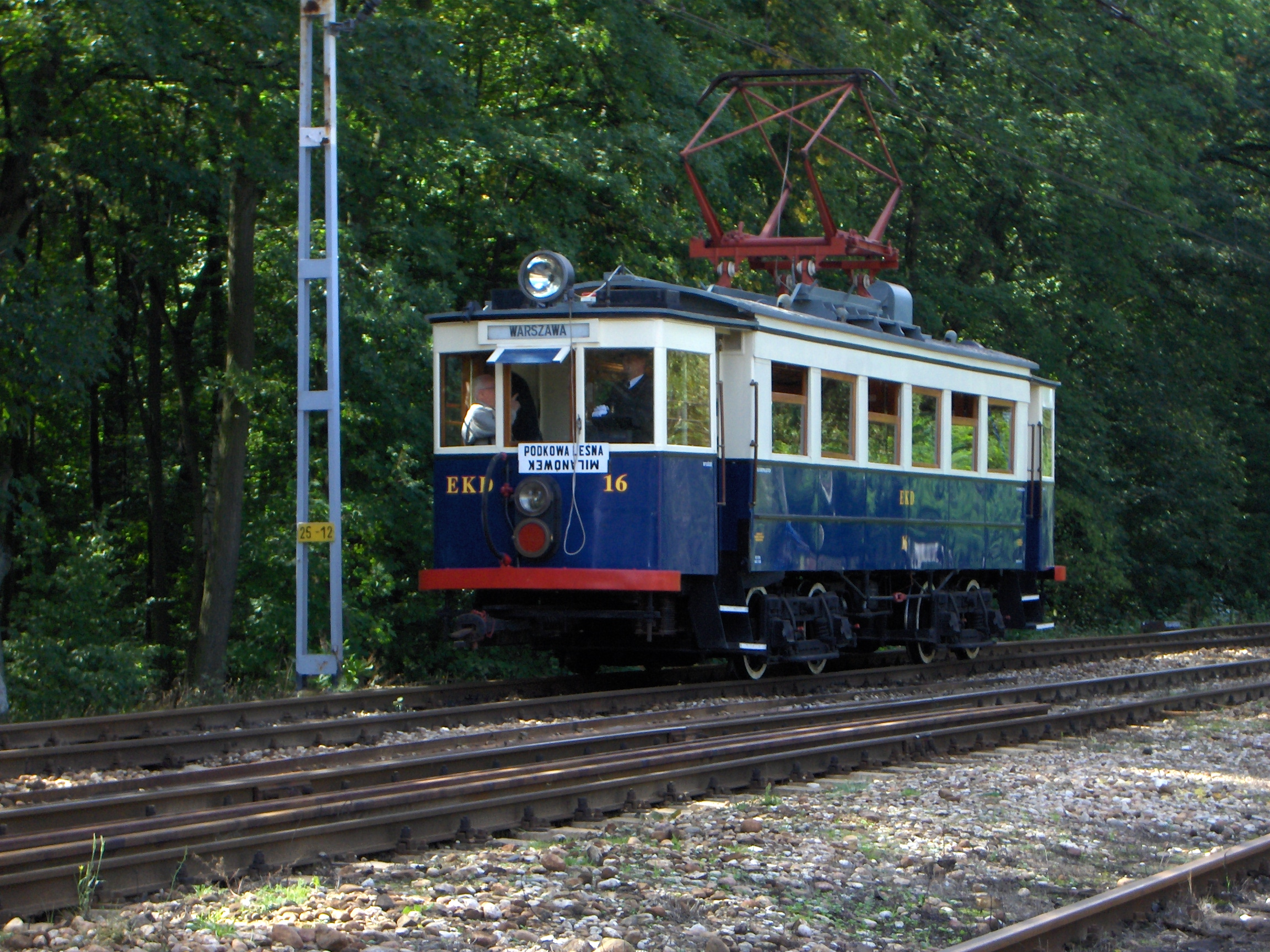
Zabytkowy elektryczny wagon silnikowy EN80 w barwach Elektrycznej Kolei Dojazdowej (dziś Warszawska Kolej Dojazdowa) w pobliżu stacji Podkowa Leśna Główna

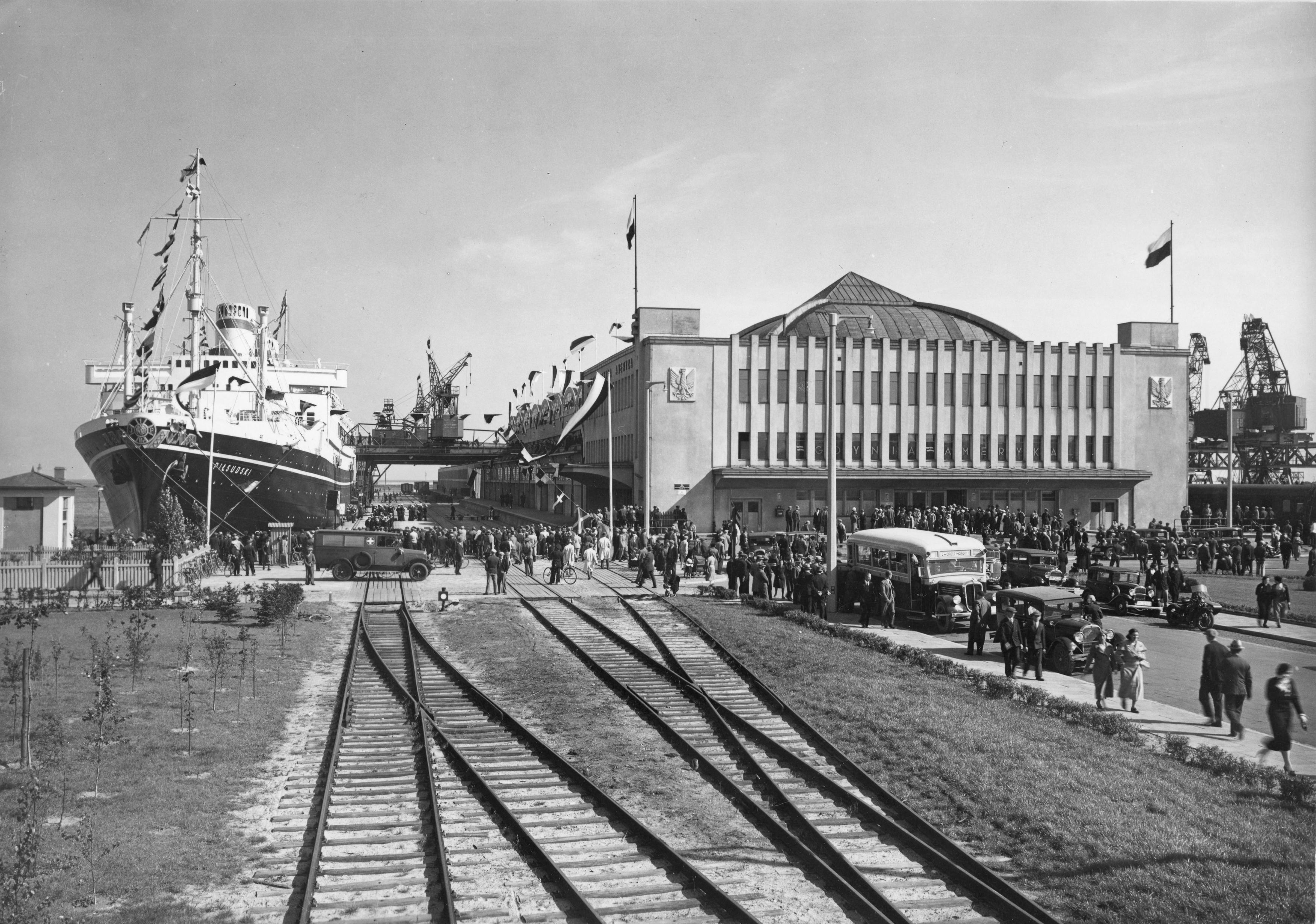
Dworzec Morski w Gdyni, lata 30. – na nabrzeżu transatlantyk MS Piłsudski

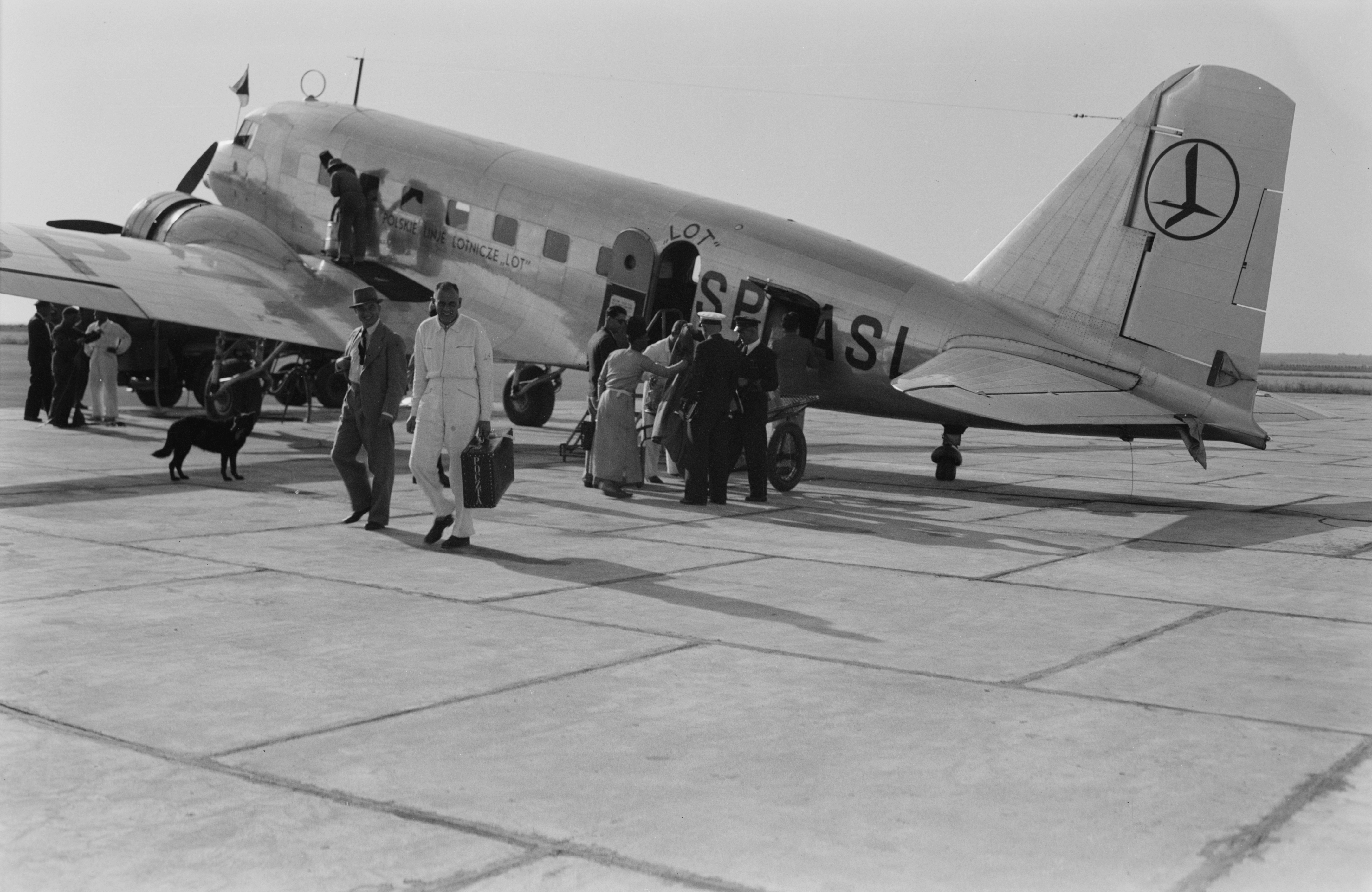
Douglas DC-2 w barwach LOT

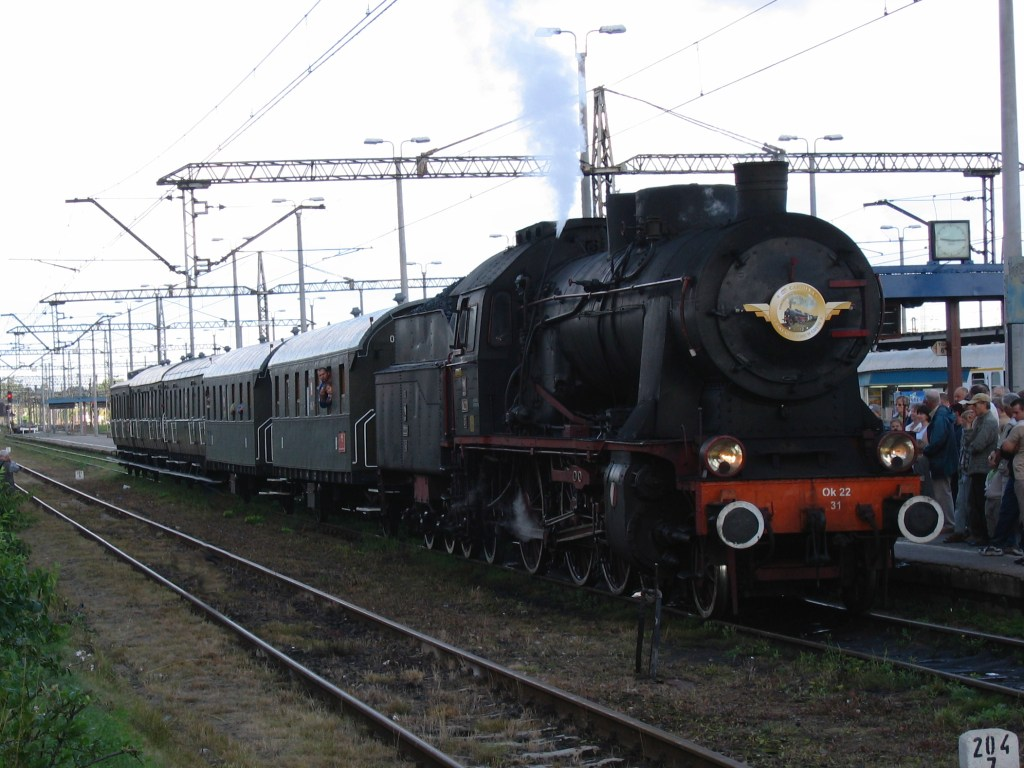
Parowóz Ok22-31 z 1928 r.

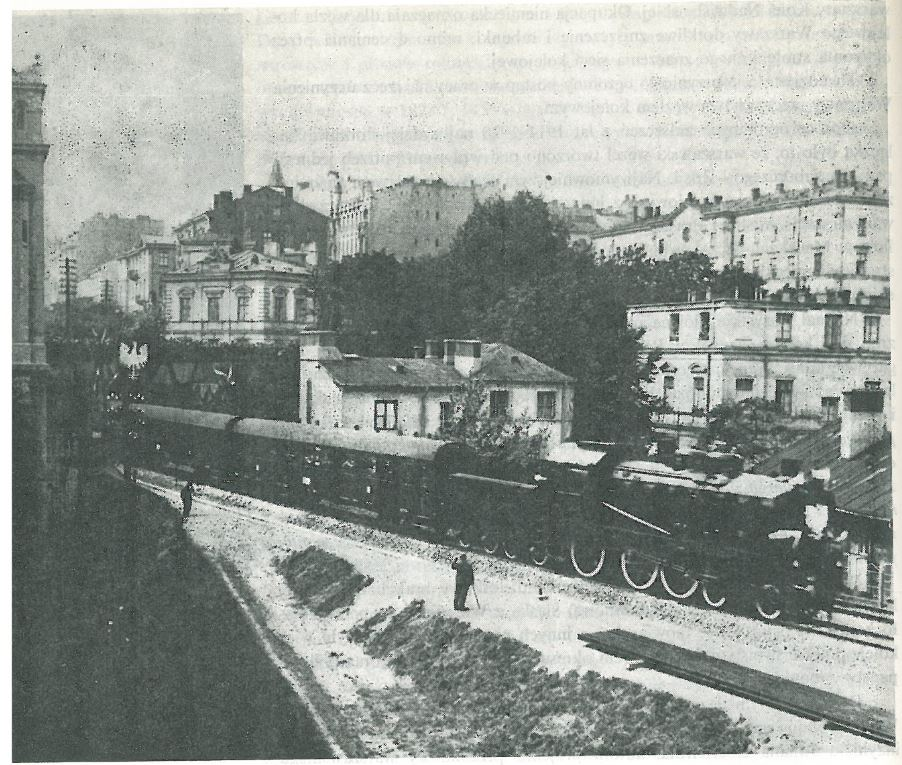
Otwarcie kolei średnicowej w Warszawie w 1933 r.

Lansowane przez kolejne rządy zwiększanie emisji pieniądza w obiegu, zintensyfikowane w 1923, doprowadziło do hiperinflacji. Powołanie w 1923 nowego rządu pod kierownictwem Władysława Grabskiego (jednocześnie ministra skarbu) stało się początkiem zmiany w polityce monetarnej. Ponownie powołano Bank Polski, zreformowano finanse publiczne oraz przeprowadzono gruntowną reformę walutową, co umożliwiło zamianę marki polskiej na złotego polskiego.
W okresie funkcjonowania rządu Grabskiego wprowadzono także jednorazowy podatek majątkowy skierowany w celu zmniejszenia środka pieniężnego w obiegu, indeksacje podatków kwotowych pochłoniętych inflacją (podatki akcyzowe, od nieruchomości itp.), wstrzymano dodruk marki i prowadzono rozmowy na temat wsparcia finansowego ze stroną amerykańską i francuską. Ostatecznie postanowiono jednak, że wprowadzenie nowej waluty odbędzie się za pomocą sił własnych, co nastąpiło w 1924. Ważnym instrumentem jaki na 6 miesięcy przyznano rządowi stała się możliwość wydawania rozporządzeń z mocą ustawy z pominięciem Sejmu.
W 1927 roku Piłsudski zadecydował o wstąpieniu do klubu złotej waluty.
Rok 1925 przyniósł nowe zagrożenia w polityce handlowej, gdyż Niemcy zdecydowały się na drastyczne zaostrzenie polityki celnej wobec Polski. Reakcją polskiego rządu było analogiczne postępowanie wobec zachodniego sąsiada.
Jednocześnie władze starały się prowadzić politykę zmierzającą do integracji obszarów należących przed 1914 rokiem do odrębnych organizmów polityczno-gospodarczych. W tym celu podjęto działania mające zapewnić powiązania komunikacyjne, głównie w postaci bezpośrednich połączeń kolejowych, m.in. Warszawy z Poznaniem, Górnego Śląska z Wybrzeżem. Zainicjowano także budowę miasta i portu w Gdyni oraz zagospodarowanie wybrzeża Bałtyku.
Po przejęciu władzy przez Sanację duży wpływ na politykę gospodarczą uzyskał minister przemysłu i handlu w kolejnych rządach – Eugeniusz Kwiatkowski. Skutki Wielkiego Kryzysu w Polsce skłoniły go do podjęcia działań interwencyjnych. Objęcie przez niego funkcji wicepremiera i ministra skarbu umożliwiło mu przeforsowanie koncepcji planowania gospodarczego – opracował wówczas czteroletni państwowy plan inwestycyjny na lata 1936–1940. W myśl jego założeń rozpoczęła się budowa COP – skupiska przemysłu ciężkiego, w skład którego wejść miały zakłady przemysłu lotniczego, maszynowego, motoryzacyjnego, chemicznego, energetyki oraz hutnictwa stali szlachetnych. Projekt zakładał utworzenie ok. 107 tysięcy nowych miejsc pracy (poza rolnictwem). COP zlokalizowano w rejonie środkowej Polski, uwzględniając jej strategiczne położenie oraz konieczność aktywizacji i integracji obszarów słabiej rozwiniętych. Lokalizacji tej sprzyjała również polityka prowadzona względem tego obszaru już w latach 20. – między innymi inwestycje w zakłady zbrojeniowe (Radom, Skarżysko-Kamienna, Starachowice, Kielce, Pionki) oraz ulgi podatkowe dla inwestorów prywatnych.

## Plany inwestycyjne ministra Kwiatkowskiego
2 grudnia 1938 wicepremier Kwiatkowski przedstawił w Sejmie kolejny projekt inwestycyjny – perspektywiczny plan gospodarczy na 15 lat, obejmujący okres 1939–1953. Podzielony on został na pięć etapów:
- 1939–1942 – nacisk na kontynuację rozbudowy sektora zbrojeniowego;
- 1943–1945 – inwestycje w infrastrukturę komunikacyjną, motoryzację i lotnictwo;
- 1946–1948 – modernizacja rolnictwa;
- 1949–1951 – przyspieszenie urbanizacji i uprzemysłowienia;
- 1952–1953 – działania na rzecz ograniczenia podziału kraju na Polskę A i B.

## Bilans polityki gospodarczej II RP

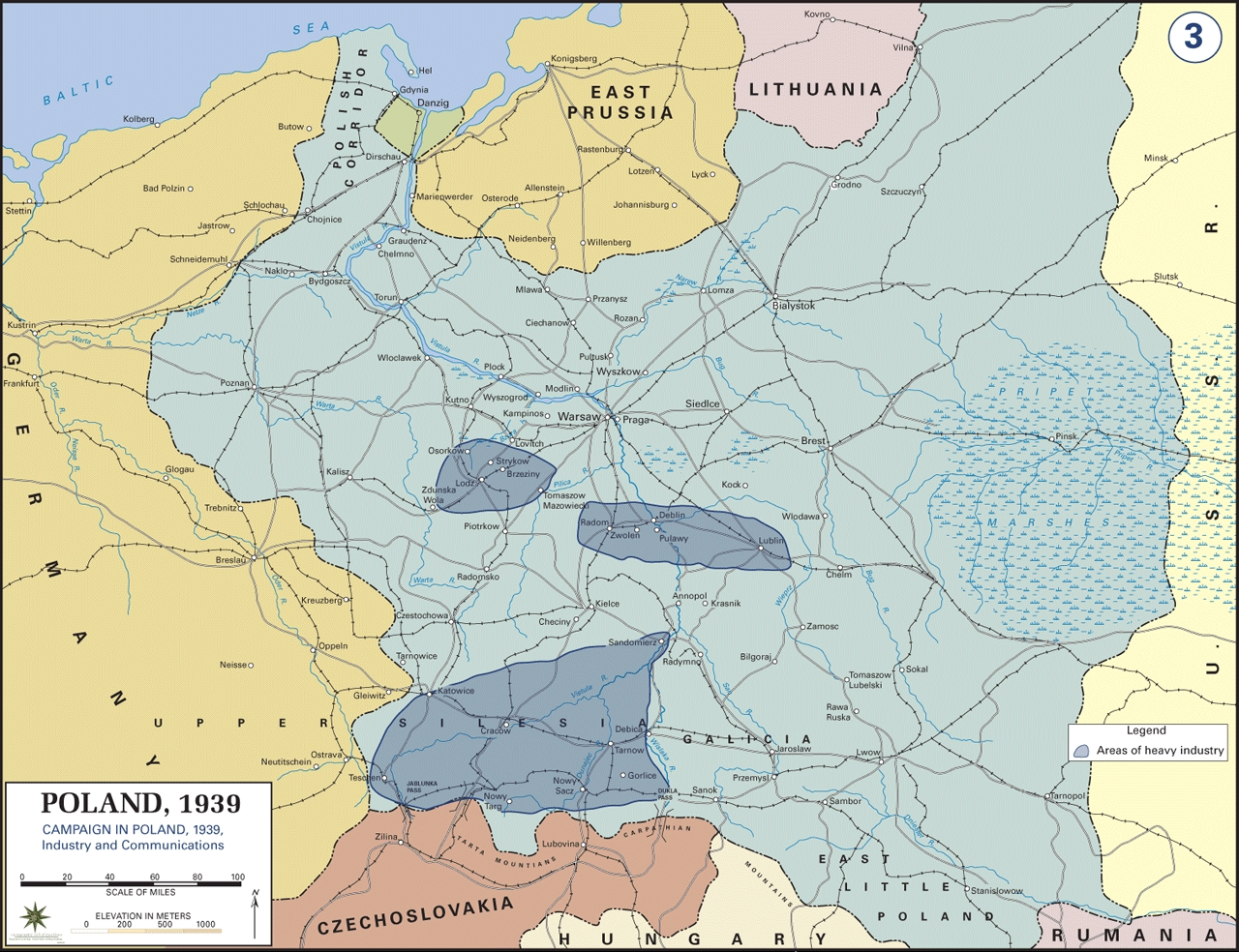
Sieć transportowa i przemysł w Polsce w 1939 r.

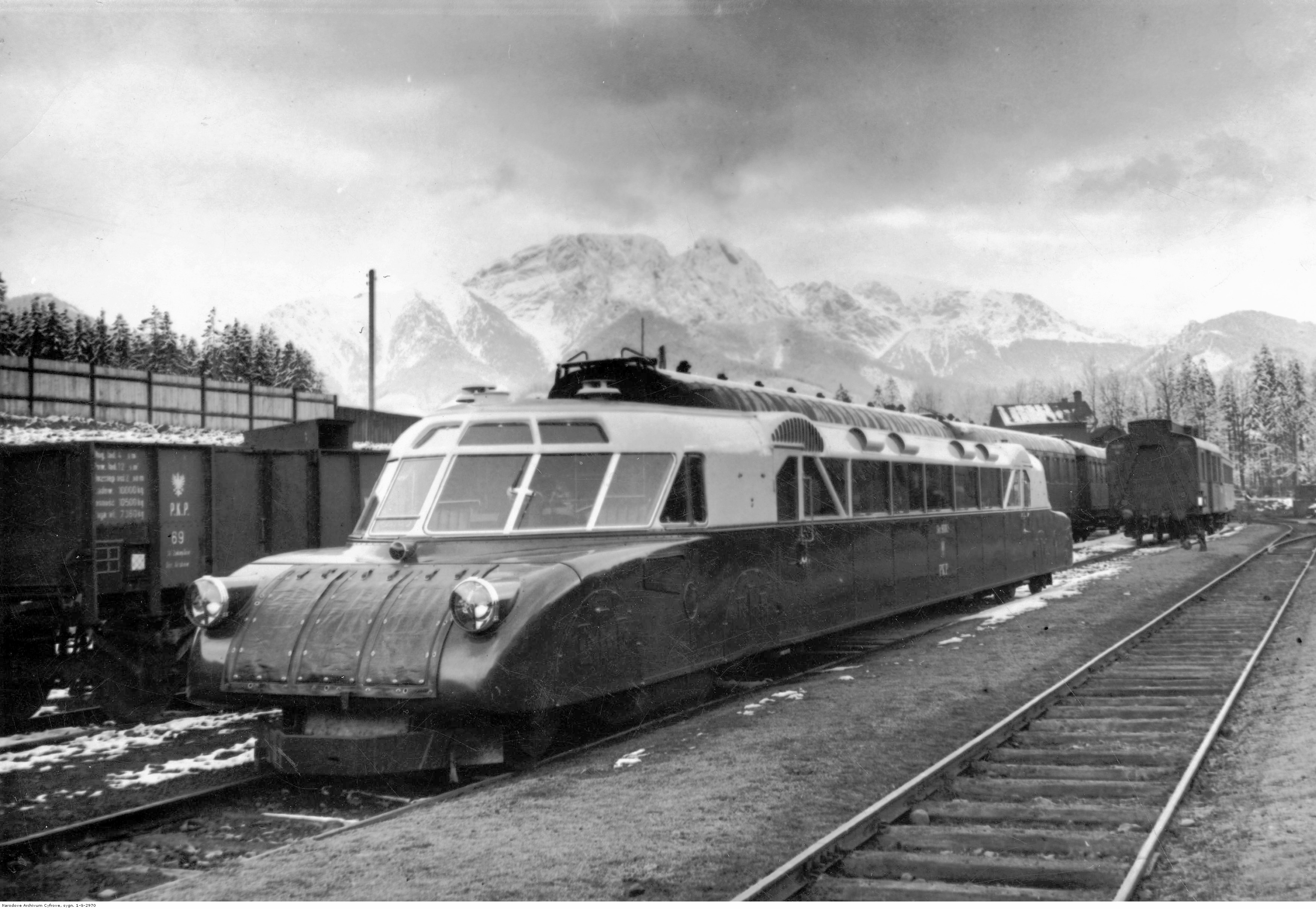
Luxtorpeda w Zakopanem, 1936

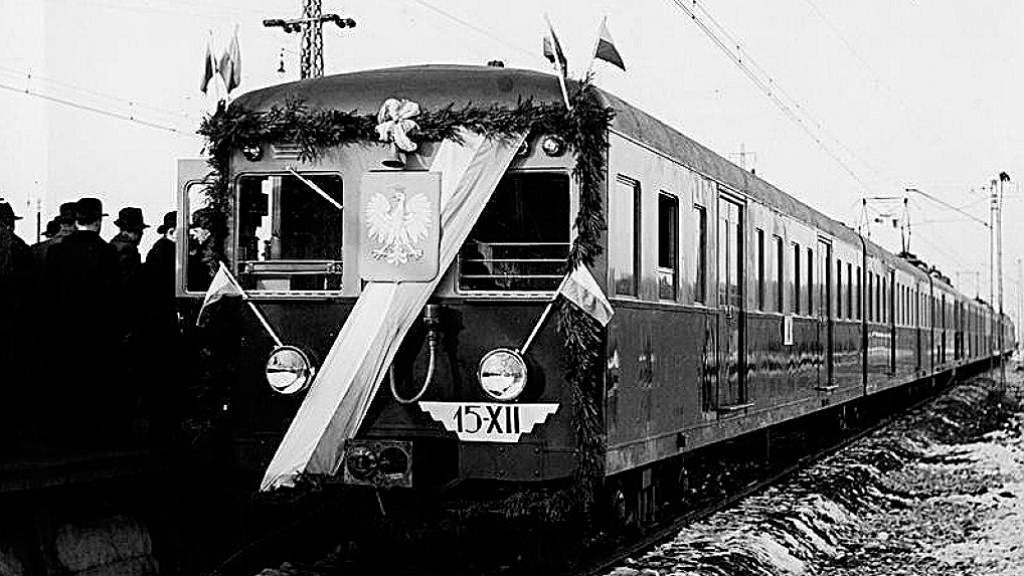
15 grudnia 1936 otwarcie zelektryfikowanej linii warszawskiego węzła kolejowego łączącej Warszawę z Pruszkowem i Otwockiem, uroczystość na stacji w Józefowie. Na pierwszym planie pierwszy pociąg elektryczny serii EW51

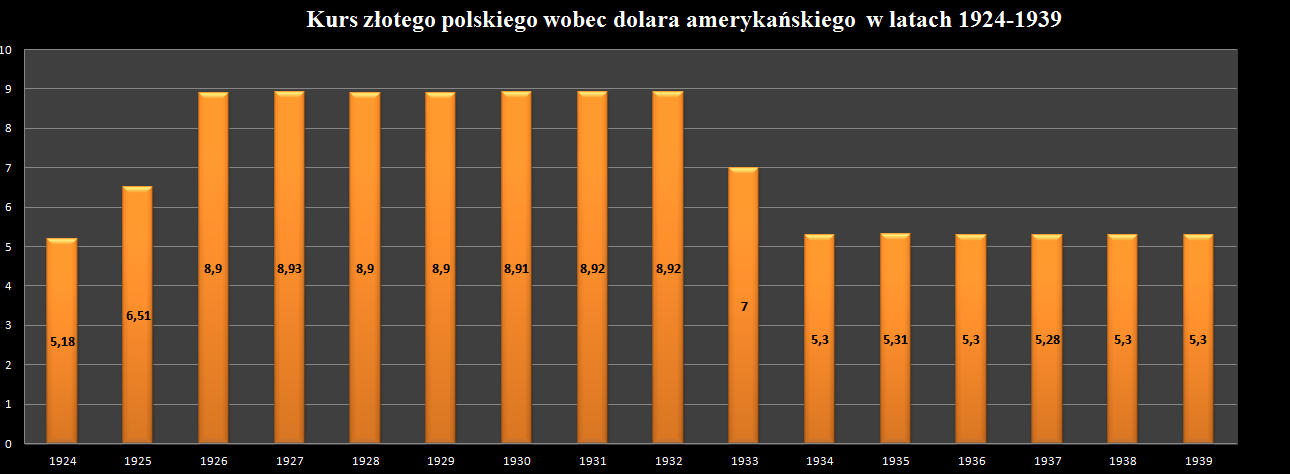
kurs złotego polskiego względem dolara amerykańskiego w latach 1924–1939

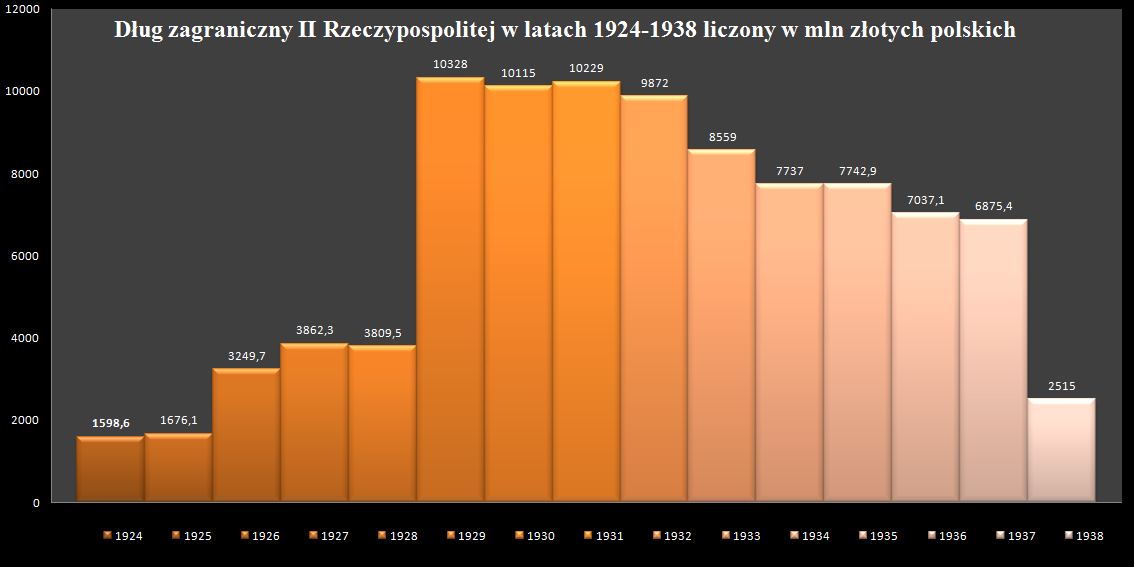
Dług zewnętrzny Polski w latach 1924–1938

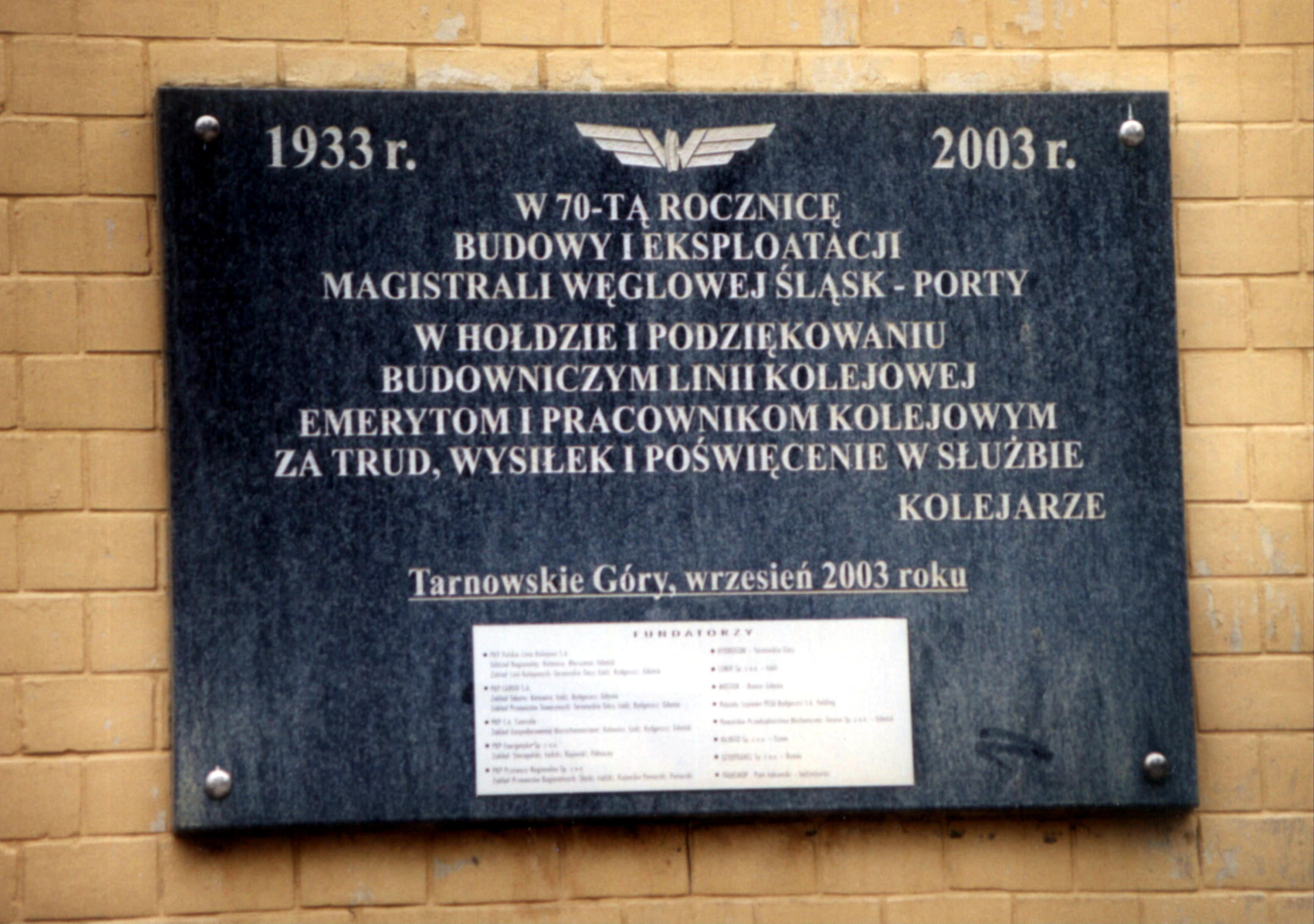
Tablica upamiętniająca 70-lecie wybudowania magistrali węglowej na budynku dworca w Tarnowskich Górach

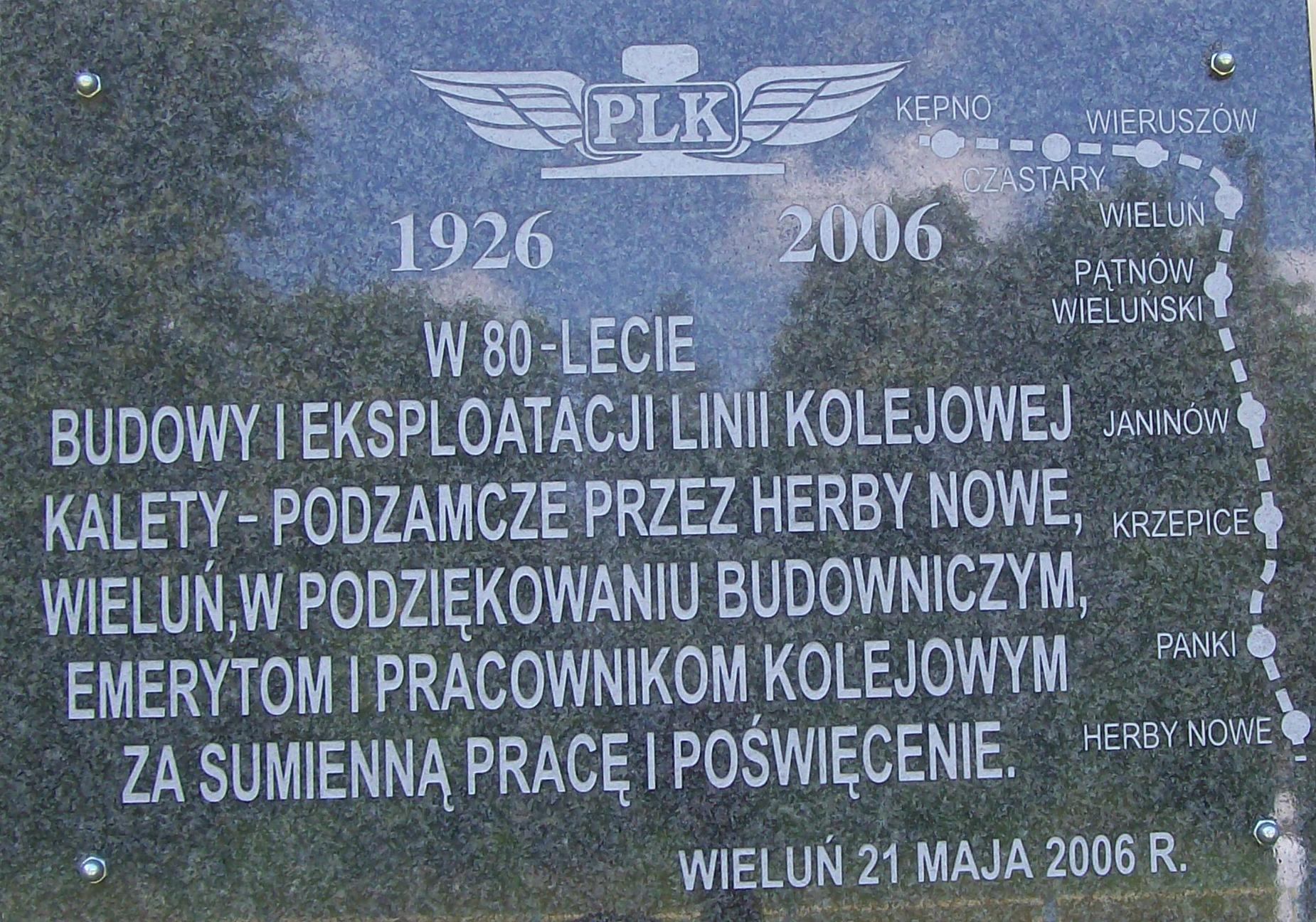
Tablica upamiętniająca 80-lecie wybudowania linii (Kalety – Herby Nowe – Wieluń – Podzamcze) na budynku dworca w Wieluniu Dąbrowie

Ograniczone środki, niestabilność polityczna i gospodarcza oraz wielki kryzys stanowiły uwarunkowania wpływające na realizacje założeń ekonomicznych w sposób zdecydowanie negatywny. Nie powiodła się reforma rolna, proces industrializacji nie został zakończony, a duża skala bezrobocia pozostawała ważnym problemem społecznym. Udało się jednak zintegrować gospodarkę całego kraju, zagospodarować Wybrzeże, uruchomić procesy modernizacyjne oraz zapoczątkować stopniowe niwelowanie dysproporcji w rozwoju ekonomicznym poszczególnych regionów.
Do głównych sukcesów polityki gospodarczej II RP należy zaliczyć: ujednolicenie linii kolejowych, budowę magistrali węglowej Śląsk – Gdynia, budowę portu i stoczni w Gdyni, Centralnego Okręgu Przemysłowego oraz budowę wielu innych fabryk, np. Zakładów Azotowych w Tarnowie-Mościcach.
Odsetek produktu gospodarki wytwarzany w przemyśle wzrósł z 32% w 1929 do 50% w roku 1939.
Problemem był zbyt wysoki udział rolnictwa w zatrudnieniu, kosztem innych sektorów. Na początku dwudziestolecia międzywojennego był on na poziomie 63,9%, a pod koniec 59,0%. W związku z tym urbanizacja była na bardzo niskim poziomie. W 1921 roku 25,9% obywateli Polski mieszkało w miastach, a w 1939 roku 28,4%.
W 1910 roku PKB per capita w Wielkiej Brytanii wynosiło 4611 $ (wartości w jednostce dolarów międzynarodowych Geary-Khamis z 1990 roku). Na ziemiach polskich, produkcja rejestrowana wynosiła:
– na ziemiach zaboru austriackiego 1249 $, czyli 27% PKB per capita brytyjskiego;
– na ziemiach zaboru rosyjskiego (tereny zaboru rosyjskiego, które znajdują się w granicach dzisiejszej Polski, a głównie Królestwa Kongresowego) 1831 $, czyli 40% PKB per capita brytyjskiego;
– na ziemiach zaboru pruskiego 2392 $, czyli 52% PKB per capita brytyjskiego.
PKB per capita dla całej Polski wynosił 1690 $ w 1910, czyli 37% PKB per capita brytyjskiego. W 1938 roku sytuacja miała się gorzej. PKB per capita wynosiło wtedy w Polsce 2182 $, a w Wielkiej Brytanii 6266 $, a więc polskie PKB per capita stanowiło tylko 35% brytyjskiego. Widać spadek w porównaniu do okresu sprzed I wojny światowej. Dzisiaj stanowi to 68%. Należy jednak zauważyć, że dane te w związku z systemem PKB, uwzględniają tylko produkcję rejestrowaną, prócz której istniała dodatkowo szara strefa, oraz produkcja nieodpłatna.